# Chřestýšovití
Chřestýšovití (Crotalinae) jsou podčeleď hadů čeledi zmijovitých (Viperidae), obsahující 18 rodů a 154 druhů, včetně poddruhů. Údaje se dle jednotlivé literatury a nových výzkumů liší. Vyskytují se v Americe a jižní a jihovýchodní Asii. Na rozdíl od zmijí mají na hlavě (konkrétně mezi očima a nozdrami) termoreceptory, které mohou zjistit i nepatrné teplotní rozdíly a umožňují jim bezpečně vyhledávat potravu, kterou většinou tvoří teplokrevní obratlovci. Podobnou schopností jsou vybaveni nepříbuzní hroznýšovití a krajty, tyto čeledi však mají na rozdíl od chřestýšovitých, labiální tepločivné jamky (nacházejí se podél „rtů“). Praví chřestýši patří mezi evolučně nejmladší hady. Tvoří velice rozmanitou skupinu hadů, mezi kterými lze najít velké (chřestýš diamantový – až 2,44 m i malé hady (stěží okolo 50 cm).
Američtí zástupci rodu Crotalus (chřestýši) a Sistrurus (chřestýšci) mají na konci ocasu chřestidlo, které dalo název celé skupině. Jsou to zrohovatělé články, které má had na konci ocasu. Při vyrušení třese had ocasem a vydává tak silný chřestivý zvuk, který slouží jako upozornění pro ostatní živočichy, aby se nepřibližovali. Ostatní chřestýšovití (chřestýšovci, křovináři, ploskolebci, …) chřestidlo nemají. Zástupci rodu Sistrurus mají na vrchu hlavy velké, symetrické štítky, naopak hadi z rodu Crotalus mají štítky na hlavě rozpadlé na drobné šupinky.
Některé druhy se často chovají v zajetí a pravidelně se rozmnožují. Často se chová chřestýš brazilský, který dorůstá až 1,5 metru a je velmi krásně zbarvený. Nejčastěji se chovají krásně zbarvené stromové druhy, které dorůstají maximálně do jednoho metru. Jejich toxicita není příliš vysoká, přesto je nutné i u nich dodržovat vysokou opatrnost. Jsou vejcoživorodí a v zajetí se dobře rozmnožují.
Zřídka se chovají některé druhy křovinářů ze Střední a Jižní Ameriky a ploskolebci, kteří se vyskytují v Americe, jihovýchodní Asii a jihovýchodní Evropě.

## Pohyb
1. Nejčastěji se pohybují tzv. vlněním
2. U velkých hadů (1,5 m) = přímočaře pomocí břišních štítků
3. tzv. „tahací harmonika“
4. postranní posouvání – např. chřestýš rohatý

## Taxonomické členění
- Podčeleď: Chřestýšovití (Crotalinae) – 18 rodů, 154 druhů (a další poddruhy)
  - Rod: Agkistrodon – ploskolebec 9 druhů
  - Rod: Atropoides – bez českého ekvivalentu 2 druhy
  - Rod: Bothriechis – křovinář 7 druhů
  - Rod: Bothriopsis – bez českého ekvivalentu 7 druhů
  - Rod: Bothrops – křovinář 32 druhů
  - Rod: Calloselasma – ploskolebec 1 druh
  - Rod: Cerrophidion – křovinář 3 druhy
  - Rod: Crotalus – chřestýš 27 druhů
  - Rod: Deinagkistrodon – ploskolebec 1 druh
  - Rod: Gloydius – ploskolebec 9 druhů
  - Rod: Hypnale – ostrolebec 3 druhy
  - Rod: Lachesis – křovinář 3 druhy
  - Rod: Ophryacus – bez českého ekvivalentu 2 druhy
  - Rod: Ovophis – chřestýšovec 3 druhy
  - Rod: Porthidium – křovinář 7 druhů
  - Rod: Sistrurus – chřestýšek 3 druhy
  - Rod: Trimeresurus – chřestýšovec 35 druhů
  - Rod: Tropiodolaemus – chřestýšovec 2 druhy